# Liste der Biografien/Pres
Liste der Biografien |
Portal Biografien |
Personensuche
# |
A |
B |
C |
D |
E |
F |
G |
H |
I |
J |
K |
L |
M |
N |
O |
P |
Q |
R |
S |
T |
U |
V |
W |
X |
Y |
Z |
?
 
Pa |
Pc |
Pe |
Pf |
Ph |
Pi |
Pj |
Pk |
Pl |
Pm |
Pn |
Po |
Pr |
Ps |
Pt |
Pu |
Pv |
Pw |
Py
 
Pra |
Prc |
Pre |
Pri |
Prj |
Prk |
Prl |
Pro |
Prp |
Prs |
Prt |
Pru |
Prv |
Pry |
Prz
 
Prea |
Preb |
Prec |
Pred |
Pree |
Pref |
Preg |
Preh |
Prei |
Prej |
Prek |
Prel |
Prem |
Pren |
Preo |
Prep |
Prer |
Pres |
Pret |
Preu |
Prev |
Prew |
Prex |
Prey |
Prez
Die Liste der Biografien führt alle Personen auf, die in der deutschsprachigen Wikipedia einen Artikel haben. Dieses ist eine Teilliste mit 283 Einträgen von Personen, deren Namen mit den Buchstaben „Pres“ beginnt.

## Pres

### Presa
- Presăcan, Claudia (* 1979), rumänische Kunstturnerin, Ruderin und Model
- Presas, Jésica (* 1989), argentinische Handballspielerin
- Presas, Remy A. (1936–2001), philippinischer Kampfkunst-Trainer

### Presb
- Presber, Adolf (1896–1997), deutscher Maler und Grafiker
- Presber, Hermann (1830–1884), deutscher Schriftsteller und Lehrer
- Presber, Rudolf (1868–1935), deutscher Schriftsteller, Dramatiker und DrehbuchautorRudolf Presber (1868–1935)

Rudolf Presber (1868–1935)

- Presburg, Henriette (1788–1863), Mutter von Karl Marx
- Presburg, Isaac Heijmans († 1832), Textilkaufmann, Geldwechsler und Rabbiner
- Presburger, Mojżesz (1904–1943), polnischer Mathematiker, Logiker und Philosoph
- Presbyter Kosma, bulgarischer Autor

### Presc
- Presch, Gunter (1939–2020), deutscher Germanist
- Presch, Hugo (1865–1950), österreichischer Ordensgeistlicher, Großprior der österreichischen Statthalterei des Ritterorden vom Heiligen Grab zu Jerusalem
- Prescha, Gerhard (1909–1996), deutscher Verleger
- Presche, Willy (* 1888), deutscher Politiker (KPD), MdHB
- Preschel, Andreas (* 1961), deutscher Judoka und Judotrainer
- Preschel, Johann Friedrich (1732–1809), deutscher Unternehmer und Kaufmann
- Prescher van Ed, Walter (1916–1988), deutscher Maler
- Prescher, Augustin (1593–1675), sächsischer Pfarrer, Gastgeber der Verhandlungen zum Waffenstillstand von Kötzschenbroda
- Prescher, Gabriele (1958–2023), deutsche Biologin
- Prescher, Hans (1926–1996), deutscher Geologe und Museumsdirektor
- Prescher, Heinrich (1749–1827), deutscher Historiker
- Prescher, Manfred (1961–2023), deutscher Journalist, Buchautor und Radiomoderator
- Prescher, Paul (1628–1695), schwäbischer Orgelbauer
- Prescher, Rudolf (1912–1997), deutscher Feuerwehrbeamter
- Prescher, Sören (* 1978), deutscher Schriftsteller
- Prescher, Thomas (* 1966), deutscher UhrmacherThomas Prescher (* 1966)

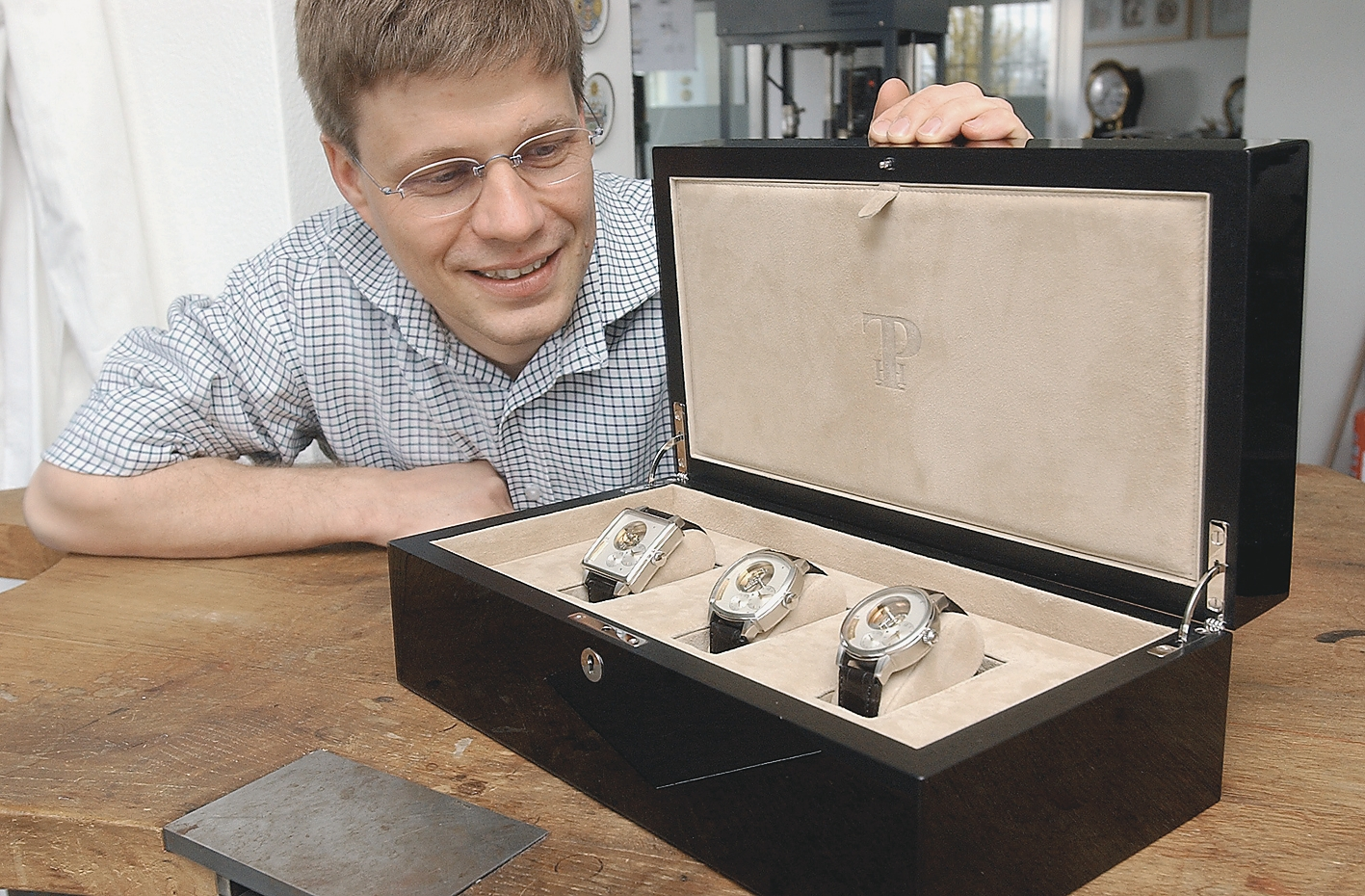
Thomas Prescher (* 1966)

- Preschern, Adolf (* 1971), österreichischer Fußballspieler und Trainer
- Preschle, Willi (1920–1989), deutscher Fußballspieler
- Presciutti, Christian (* 1982), italienischer Wasserballspieler
- Presciutti, Nicholas (* 1993), italienischer Wasserballspieler
- Prescod, Gail (* 1971), vincentische Sprinterin
- Prescod, Reece (* 1996), britischer Sprinter
- Prescott, Albert Benjamin (1832–1905), US-amerikanischer Chemiker
- Prescott, Benjamin F. (1833–1894), US-amerikanischer Politiker
- Prescott, Breidis (* 1983), kolumbianischer Boxer
- Prescott, Charles Y. (* 1938), US-amerikanischer Physiker
- Prescott, Cyrus D. (1836–1902), US-amerikanischer Jurist und Politiker
- Prescott, Dak (* 1993), US-amerikanischer American-Football-SpielerDak Prescott (* 1993)

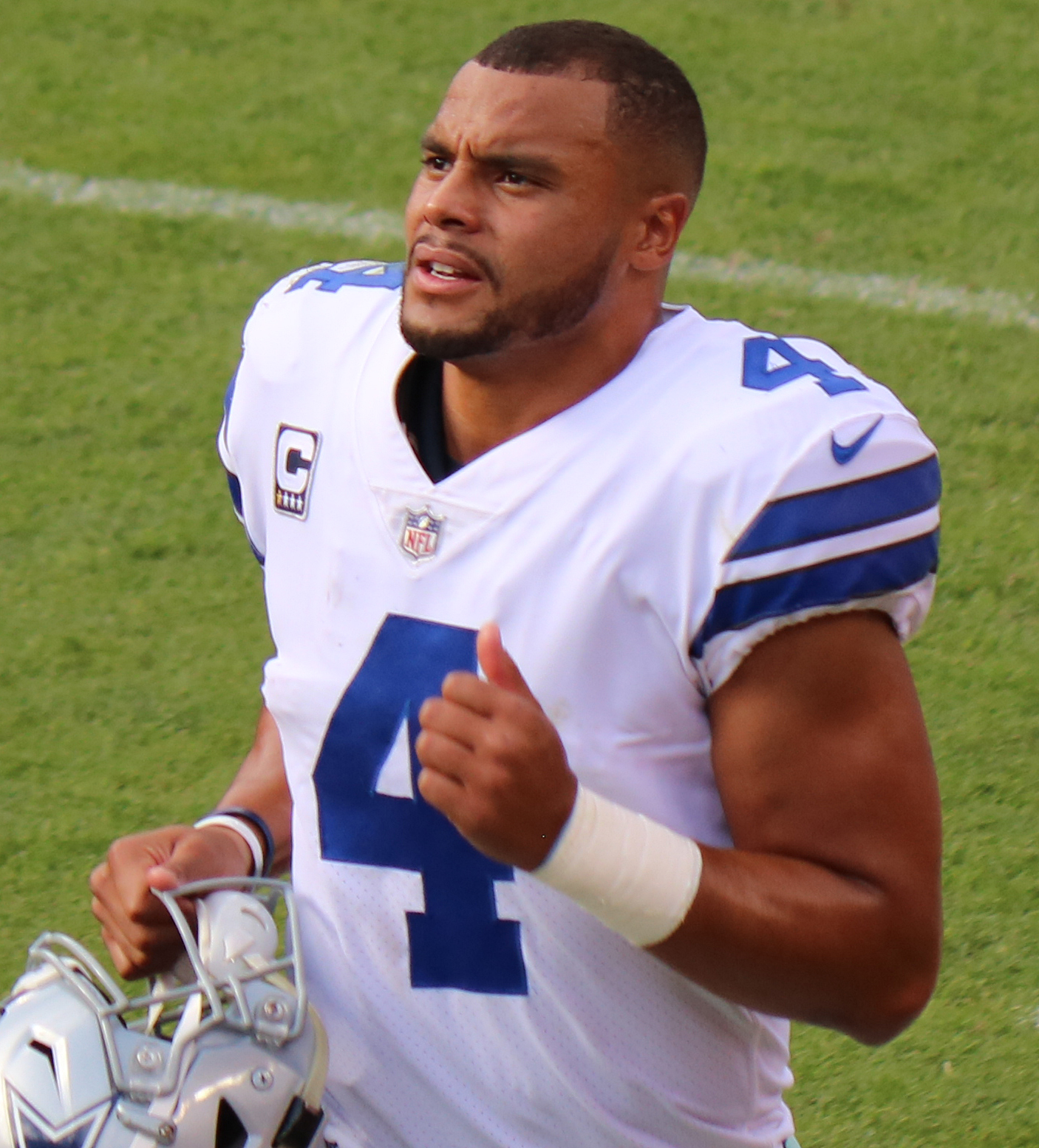
Dak Prescott (* 1993)

- Prescott, Edward C. (1940–2022), US-amerikanischer Ökonom
- Prescott, H. F. M. (1896–1972), britische Schriftstellerin und Historikerin
- Prescott, Henry W. (1874–1943), US-amerikanischer klassischer Philologe
- Prescott, Jeryl (* 1964), US-amerikanische Schauspielerin
- Prescott, John (1938–2024), britischer Politiker der Labour Party, stellvertretender Premierminister
- Prescott, Kalia (* 1997), US-amerikanische Schauspielerin, Stuntfrau, Kamerafrau und Model
- Prescott, Kathryn (* 1991), britische Schauspielerin
- Prescott, Megan (* 1991), britische Schauspielerin
- Prescott, Oliver (1762–1827), US-amerikanischer Arzt
- Prescott, Orville (1906–1996), amerikanischer Literaturkritiker
- Prescott, Peter S. (1935–2004), amerikanischer Literaturkritiker
- Prescott, Samuel (* 1751), Patriot im Amerikanischen Unabhängigkeitskrieg
- Prescott, William (1726–1795), amerikanischer Oberst im Amerikanischen Unabhängigkeitskrieg
- Prescott, William Hickling (1796–1859), amerikanischer Historiker

### Prese
- Presečnik, Jernej (* 2002), slowenischer Skispringer
- Presencer, Gerard (* 1972), britischer Jazzmusiker (Trompete, Komposition)
- Preser, Karl (1828–1910), deutscher Schriftsteller
- Prešeren, France (1800–1849), slowenischer DichterFrance Prešeren (1800–1849)

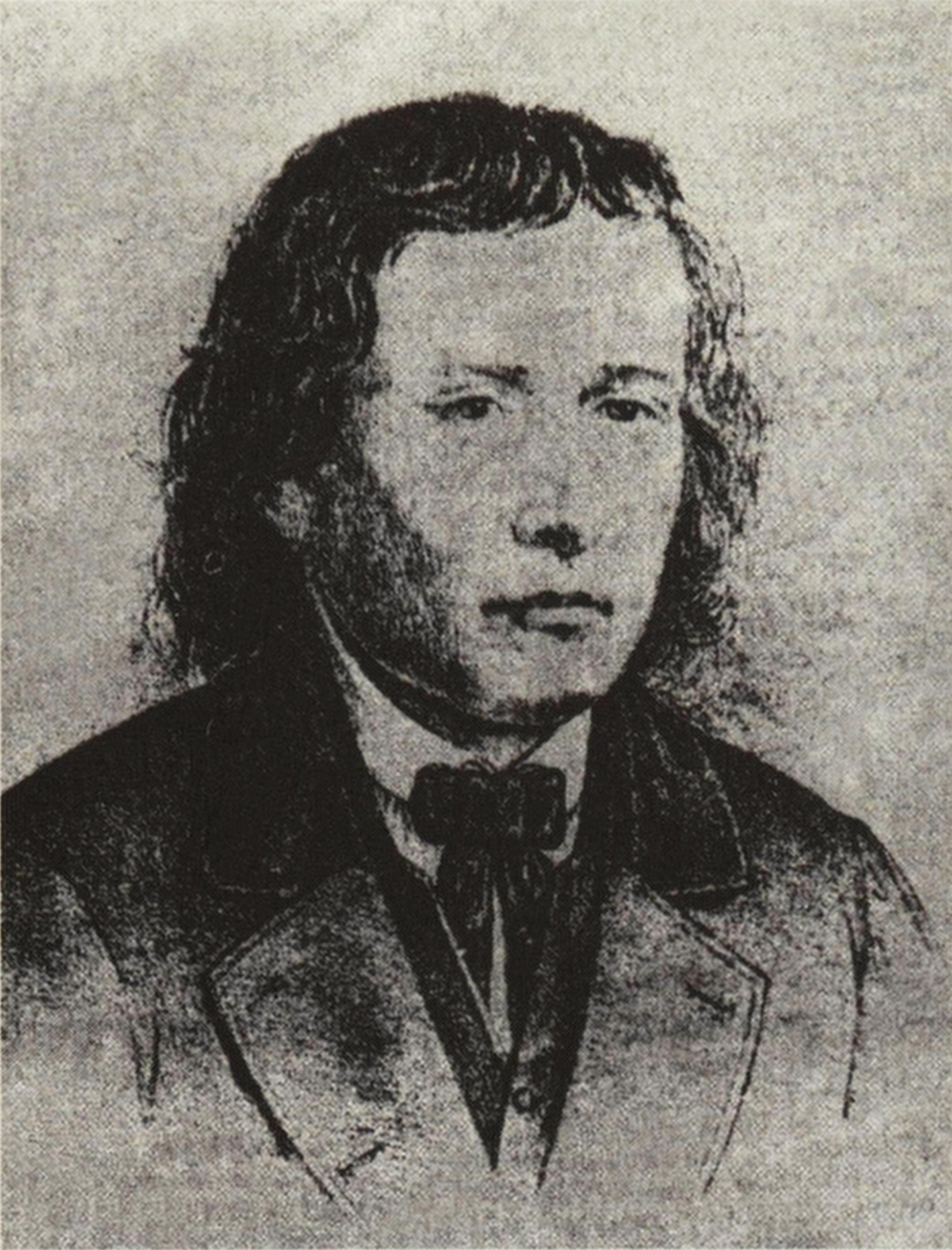
France Prešeren (1800–1849)

- Prešern, Bojan (* 1962), jugoslawischer Ruderer
- Preses, Peter (1907–1961), österreichischer Schauspieler, Regisseur und Stückeschreiber

### Presg
- Presgott, Gina (1924–1985), deutsche Schauspielerin und Kabarettistin
- Presgrave, Fabio, brasilianischer Cellist und Musikpädagoge

### Presh
- Presho, Kyler (* 1999), US-amerikanischer Volleyballspieler

### Presi
- Presiac, Vicent (1673–1726), katalanischer Komponist, Organist und Chorleiter
- Presian I. († 852), Khan von Bulgarien
- Presian II., bulgarischer Prinz und byzantinischer Strategos
- Presinger, Agustín Blessing (1868–1934), deutscher Missionar und Geistlicher

### Presk
- Preskill, John (* 1953), US-amerikanischer Physiker

### Presl
- Presl, Fritz (* 1945), deutscher Politiker (SPD), MdL
- Presl, Jan Svatopluk (1791–1849), tschechischer Zoologe
- Presl, Karel Bořivoj (1794–1852), böhmischer Botaniker
- Preslava (* 1984), bulgarische Popfolk-Sängerin
- Presle, Micheline (1922–2024), französische Schauspielerin
- Presler, Gerd (* 1937), deutscher Kunstwissenschaftler
- Presler, Johanna (1862–1925), deutsche Schriftstellerin und Schauspielerin
- Presler, Otto (1854–1920), deutscher Mathematiklehrer
- Presley, Brian (* 1977), US-amerikanischer Schauspieler, Filmregisseur und Filmproduzent
- Presley, Elvis (1935–1977), US-amerikanischer Rock-’n’-Roll-SängerElvis Presley (1935–1977)

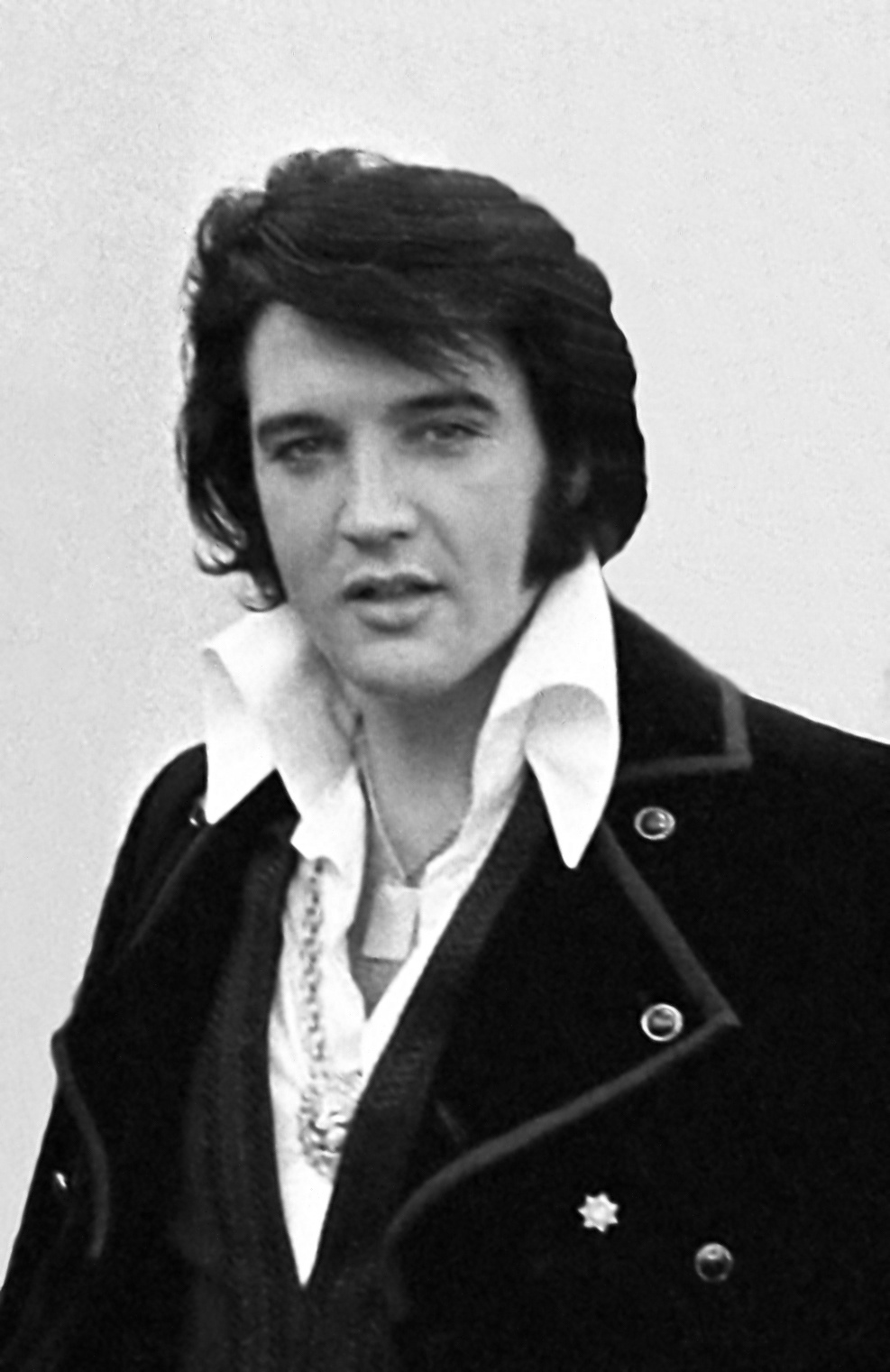
Elvis Presley (1935–1977)

- Presley, François Maher (* 1961), deutsch-syrischer Schriftsteller
- Presley, Isaak (* 2002), US-amerikanischer Schauspieler
- Presley, Jenna (* 1987), US-amerikanische Pornodarstellerin und Schauspielerin
- Presley, Lisa Marie (1968–2023), US-amerikanische Sängerin und Songwriterin
- Presley, Maurice (* 1947), US-amerikanischer Basketballspieler
- Presley, Priscilla (* 1945), US-amerikanische SchauspielerinPriscilla Presley (* 1945)

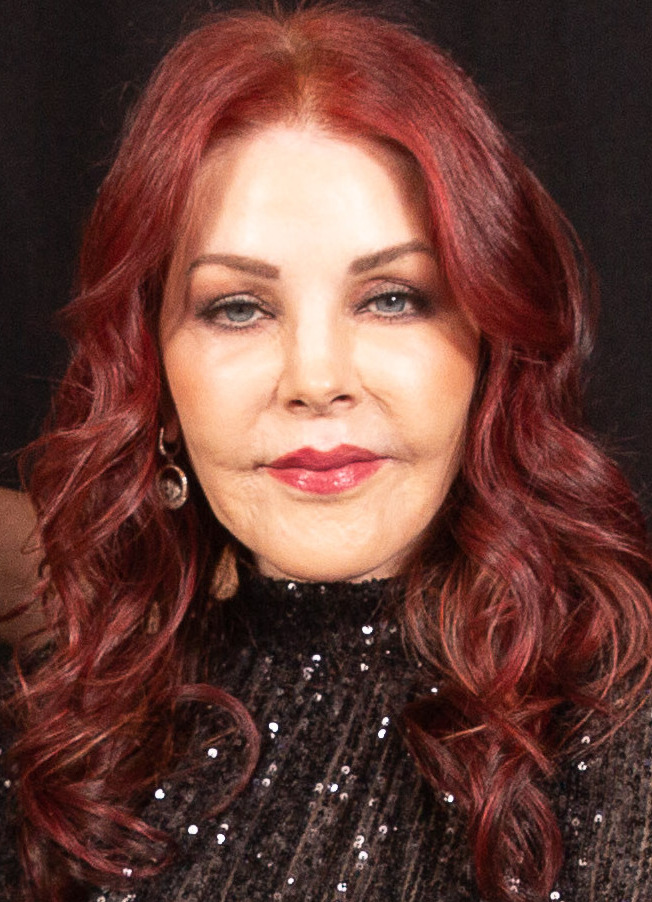
Priscilla Presley (* 1945)

- Presley, Reg (1941–2013), britischer Sänger und Songwriter
- Presley, Teagan (* 1985), US-amerikanische Pornodarstellerin
- Presley, Wayne (* 1965), US-amerikanischer Eishockeyspieler

### Presn
- Presnell, Harve (1933–2009), US-amerikanischer Schauspieler
- Presnell, Robert Sr. (1894–1969), US-amerikanischer Drehbuchautor und Filmproduzent
- Presnjakow, Maximilian Anatoljewitsch (* 1968), russischer Künstler
- Presnyakov, Igor (* 1960), russischer Gitarrist

### Press
- Press, Bernhard (1917–2001), deutschbaltischer Pathologe
- Press, Bill (* 1940), US-amerikanischer Journalist und Politiker
- Press, Christen (* 1988), US-amerikanische Fußballnationalspielerin
- Press, Frank (1924–2020), US-amerikanischer Geophysiker
- Press, Friedrich (1904–1990), deutscher Bildhauer, Maler und Kirchenraumgestalter
- Press, Gerald (* 1945), US-amerikanischer Philosoph
- Press, Hans Jürgen (1926–2002), deutscher Schriftsteller, Illustrator und Kinderbuchautor
- Preß, Heinrich (1901–1968), deutscher Wasserbauingenieur und Hochschullehrer
- Press, Irina (1939–2004), sowjetische Leichtathletin
- Press, Julian (* 1960), deutscher Kinderbuch-Autor und Illustrator
- Press, Jürgen (* 1965), deutscher Fußballtrainer
- Press, Natalie (* 1980), britische Schauspielerin
- Press, Richard, US-amerikanischer Dokumentarfilmer, Filmregisseur und Drehbuchautor
- Press, Seymour Red (1924–2022), US-amerikanischer Jazzmusiker (Saxophon, Klarinette)
- Press, Tamara (1937–2021), sowjetische Kugelstoßerin und DiskuswerferinTamara Press (1937–2021)

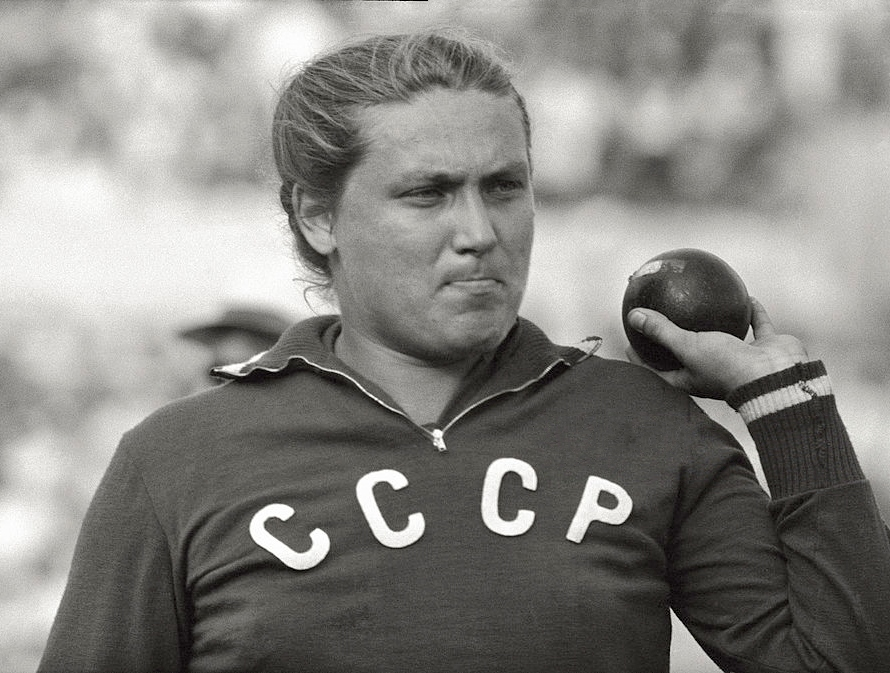
Tamara Press (1937–2021)

- Press, Volker (1939–1993), deutscher Historiker
- Press, William H. (* 1948), US-amerikanischer Astrophysiker, Informatiker und Biologe
- Pressac, Jean-Claude (1944–2003), französischer Chemiker, Apotheker und Historiker
- Pressavin, Jean-Baptiste (* 1734), französischer Arzt und Politiker während der französischen Revolution
- Pressberger, Rudolf (1942–2001), österreichischer Astronom und Techniker
- Pressburger, Arnold (1885–1951), österreichisch Filmproduzent
- Pressburger, Chava (1930–2022), tschechisch-israelische Malerin und Papierkünstlerin
- Pressburger, Emeric (1902–1988), ungarisch-britischer Drehbuchautor, Filmregisseur und Filmproduzent
- Pressburger, Fred (1915–1998), österreichisch-amerikanischer Filmschaffender
- Pressburger, Gertrude (1927–2021), österreichische Holocaustüberlebende
- Pressburger, Giorgio (1937–2017), italienischer Theaterregisseur und Schriftsteller
- Preßburger, Richard (1862–1938), österreichischer Jurist
- Presse, Alexis (1883–1965), Abt der Abtei Boquen
- Presse, Paul (1868–1948), deutscher Schiffbau- und Maschinenbauingenieur und Chefkonstrukteur der deutschen Reichsmarine
- Pressel, Friedrich (1830–1910), deutscher Gymnasialprofessor und Lokalhistoriker in Ulm
- Pressel, Gerrit (* 1990), deutscher Fußballspieler
- Pressel, Gustav (1827–1890), deutscher Komponist
- Pressel, Jakob Michael (1742–1805), deutscher Medailleur, Siegelschneider und Kupferstecher
- Pressel, Johann Gottfried (1789–1848), evangelischer Pfarrer und Dekan in Tübingen
- Pressel, Konrad Viktor (1857–1929), Schweizer Wasserbauingenieur und Hochschullehrer
- Pressel, Morgan (* 1988), US-amerikanische Golferin
- Pressel, Paul (1824–1898), deutscher evangelischer Theologe
- Pressel, Theodor (1819–1877), deutscher lutherischer Geistlicher und Kirchenhistoriker
- Pressel, Wilhelm (1818–1902), württembergischer evangelischer Pfarrer
- Pressel, Wilhelm (1821–1902), deutscher Eisenbahningenieur
- Pressel, Wilhelm (1895–1986), deutscher evangelischer Theologe
- Pressenda, Giovanni Francesco (1777–1854), italienischer Geigenbauer
- Pressensé, Élise de (1826–1901), schweizerisch-französische Autorin und Wohltäterin
- Pressentin genannt von Rautter, Botho von (1877–1955), deutscher Major und Funktionär des Arbeitsdienstes
- Pressentin, Adolph von (1845–1916), deutscher Politiker, Beamter und Jurist
- Pressentin, Bernhard von (1837–1914), deutscher Fideikommissbesitzer und Politiker, MdR
- Pressentin, Hans-Henning von (1890–1952), deutscher Militär, Politiker des Stahlhelms und Hamburger Senator
- Pressentin, Karl von (1820–1905), preußischer Generalmajor der Infanterie
- Pressentin, Richard von (1874–1955), deutscher Offizier
- Presser, Beat (* 1952), Schweizer Fotograf
- Presser, Eduard (1842–1911), deutscher Dichter
- Presser, Ellen (* 1954), deutsche Kulturmanagerin
- Presser, Helmut (1914–1995), deutscher Bibliothekar, Archivar und Historiker
- Presser, Jackie (1926–1988), US-amerikanischer Gewerkschaftsführer
- Presser, Jacques (1899–1970), niederländischer Historiker
- Presser, Jürgen (* 1950), deutscher Politiker (CDU), MdL
- Presser, Rachel (* 2000), australische Synchronschwimmerin
- Pressfeldt, Roland (* 1943), schwedischer Fußballspieler
- Pressfield, Steven (* 1943), amerikanischer Roman- und Drehbuchautor
- Preßl, Hermann Markus (1939–1994), österreichischer Komponist, Musikpädagoge
- Presslauer, Peter (* 1978), österreichischer Cyclocrossfahrer
- Pressler, Elias (* 1988), österreichischer Filmschauspieler
- Preßler, Gustav (1912–1985), deutscher Pilot und Ritterkreuzträger im Zweiten Weltkrieg
- Preßler, Kerstin (* 1962), deutsche Langstreckenläuferin
- Pressler, Larry (* 1942), US-amerikanischer Politiker
- Pressler, Lena (* 2001), österreichische Leichtathletin
- Preßler, Max (1815–1886), deutscher Forstwissenschaftler, Ökonom und Erfinder
- Pressler, Menahem (1923–2023), deutscher Pianist und Gründer des Beaux Arts TrioMenahem Pressler (1923–2023)

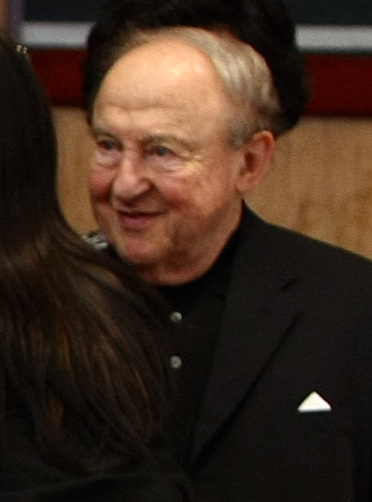
Menahem Pressler (1923–2023)

- Pressler, Mirjam (1940–2019), deutsche Schriftstellerin und Übersetzerin
- Preßler, Otto (1895–1981), deutscher Politiker (KPD), MdL
- Pressley, Ayanna (* 1974), amerikanische Politikerin (Demokratische Partei)
- Pressley, Steven (* 1973), schottischer Fußballspieler und -trainer
- Pressley, Toni (* 1990), US-amerikanische Fußballspielerin
- Presslmayr, Kurt (* 1943), österreichischer Kanute
- Pressly, Jaime (* 1977), US-amerikanische Schauspielerin und ModelJaime Pressly (* 1977)

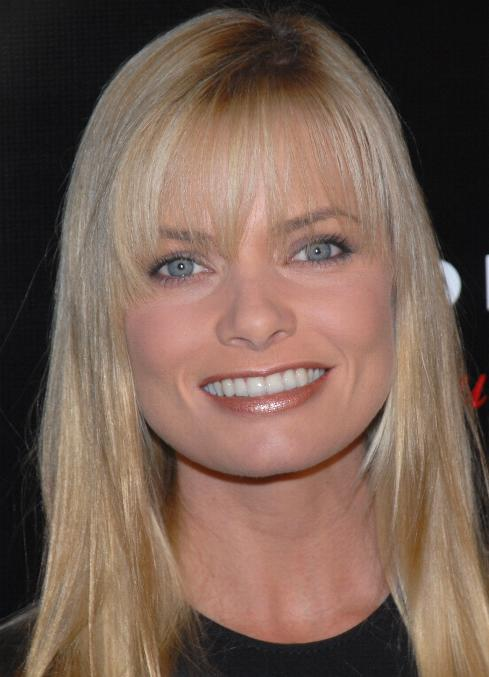
Jaime Pressly (* 1977)

- Pressman, Edward R. (1943–2023), US-amerikanischer Filmproduzent
- Pressman, Kevin (* 1967), englischer Fußballtorhüter
- Pressman, Lawrence (* 1939), US-amerikanischer Schauspieler
- Pressman, Michael (* 1950), US-amerikanischer Filmregisseur und Filmproduzent
- Pressman, Sally (* 1981), US-amerikanische Schauspielerin und Tänzerin
- Preßmar, Dieter (1936–2018), deutscher Ökonom und emeritierter Hochschullehrer (Universität Hamburg)
- Pressmar, Emma (1909–2000), deutsche Gymnasiallehrerin und Prähistorikerin
- Preßmar, Georg (1862–1920), württembergischer Landtagsabgeordneter
- Presson, Andreas (1637–1701), deutscher Lyriker, Übersetzer und Jurist
- Pressure (* 1981), US-amerikanischer Reggae-Musiker

### Prest
- Prest, Thomas Peckett (1810–1859), englischer Schriftsteller
- Prestage, Edgar (1869–1951), englischer Historiker, Autor und Übersetzer
- Prestage, Franklin (1830–1897), britischer Ingenieur
- Prestbakmo, Ivar B. (* 1968), norwegischer Politiker
- Prestel, Alexander (1941–2024), deutscher Mathematiker
- Prestel, Ferdinand August Christian (1826–1890), deutscher Maler, Grafiker, Radierer und Kunsthändler
- Prestel, Johann Erdmann Gottlieb (1804–1885), deutscher Maler und Bildhauer
- Prestel, Johann Gottlieb (1739–1808), deutscher Kupferstecher
- Prestel, Josef (1888–1969), deutscher Pädagoge und Germanist
- Prestel, Kurt (1915–1988), deutscher Chordirigent und Musikpädagoge
- Prestel, Lizzie (* 1979), US-amerikanische Schauspielerin und Filmschaffende
- Prestel, Maria Katharina (1747–1794), deutsche Pastell- und Aquarellmalerin, Kupferstecherin und Radiererin
- Prestel, Michael August Friedrich (1809–1880), deutscher Mathematiker Meteorologe
- Prestel, Peter (* 1962), deutscher Dokumentarfilmer, Autor, Regisseur und Filmproduzent
- Prestel, Rudolf (1898–1979), deutscher Jurist, Sozial- und Kommunalpolitiker
- Prestele, Karl (* 1901), deutscher Komponist, Pianist, Organist und Dirigent
- Prester, Anselm (* 1943), deutscher Maler
- Prestes, Anita Leocádia (* 1936), brasilianische Historikerin
- Prestes, Júlio (1882–1946), brasilianischer Präsident und Politiker
- Prestes, Luís Carlos (1898–1990), brasilianischer Offizier, Rebellenführer und General-Sekretär der Kommunistischen Partei Brasiliens
- Presthus, Robert Vance (1917–2001), US-amerikanischer Politikwissenschaftler und Hochschullehrer
- Presthus, Rolf (1936–1988), norwegischer konservativer Politiker, Mitglied des Storting und Jurist
- Presti, Ida (1924–1967), französische Gitarristin und Komponistin
- Presti, Massimiliano (* 1975), italienischer Inline-Speedskater
- Presti, Pino (* 1943), italienischer Bassist, Arrangeur, Komponist, Orchesterleiter und MusikproduzentPino Presti (* 1943)

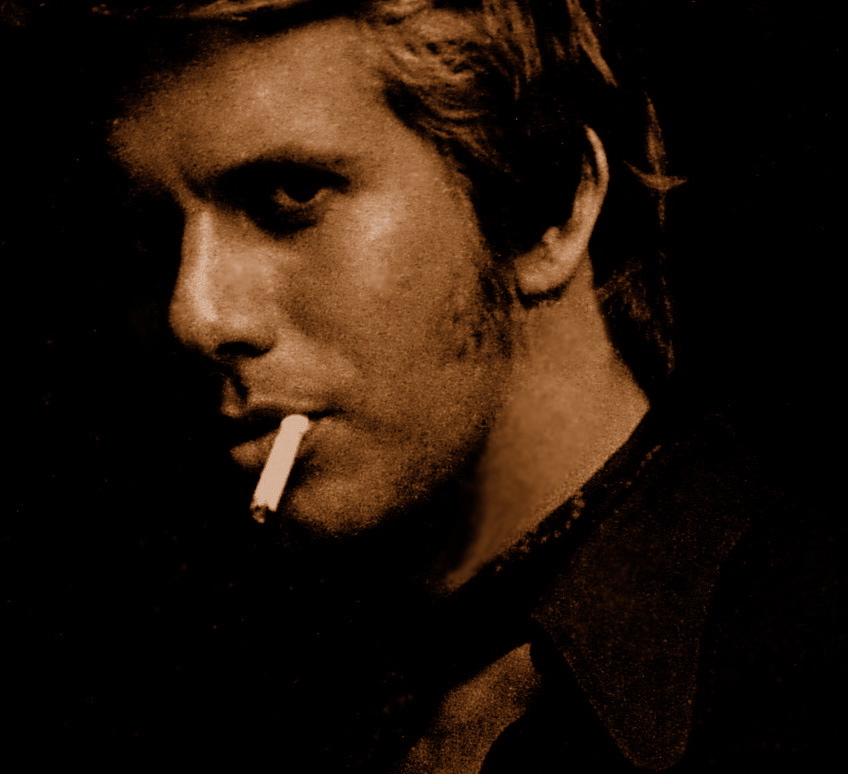
Pino Presti (* 1943)

- Presti, Rachel (* 2002), amerikanisch-deutsche Surferin
- Presti, Thaíssa (* 1985), brasilianische Sprinterin
- Prestia, Rocco (1951–2020), US-amerikanischer Musiker
- Prestianni, Gianluca (* 2006), argentinischer Fußballspieler
- Prestien, Fritz (1887–1972), deutscher Fliegergeneral
- Prestifilippo, Silvestro (1921–1975), italienischer Journalist, Autor und Filmregisseur
- Prestigiacomo, Stefania (* 1966), italienische Politikerin, Mitglied der Camera dei deputati
- Prestin, Dieter (* 1956), deutscher Fußballspieler
- Prestinari, Bernhard August (1811–1893), deutscher Jurist in Baden
- Prestinari, Cristoforo († 1623), italienischer Bildhauer des Manierismus
- Prestinari, Marco Antonio († 1621), italienischer Bildhauer des Manierismus
- Presting, Bernhard (1831–1908), deutscher Religionspädagoge
- Presting, Leonhard (1807–1885), preußischer Jurist, Mitglied der Frankfurter Nationalversammlung
- Presto (1992–2024), deutscher Rapper
- Presto, Daniel (* 1963), philippinischer Geistlicher, römisch-katholischer Bischof von San Fernando de La Union
- Presto, David, Maskenbildner und Friseur
- Preston, Andrew (1846–1924), amerikanischer Geschäftsmann
- Preston, Ann (1813–1872), US-amerikanische Ärztin und Pädagogin
- Preston, Anthony W., US-amerikanischer Schauspieler
- Preston, Billy (1946–2006), US-amerikanischer Soulmusiker und Hammond-Orgel-Spieler
- Preston, Carrie (* 1967), US-amerikanische Schauspielerin und FilmregisseurinCarrie Preston (* 1967)

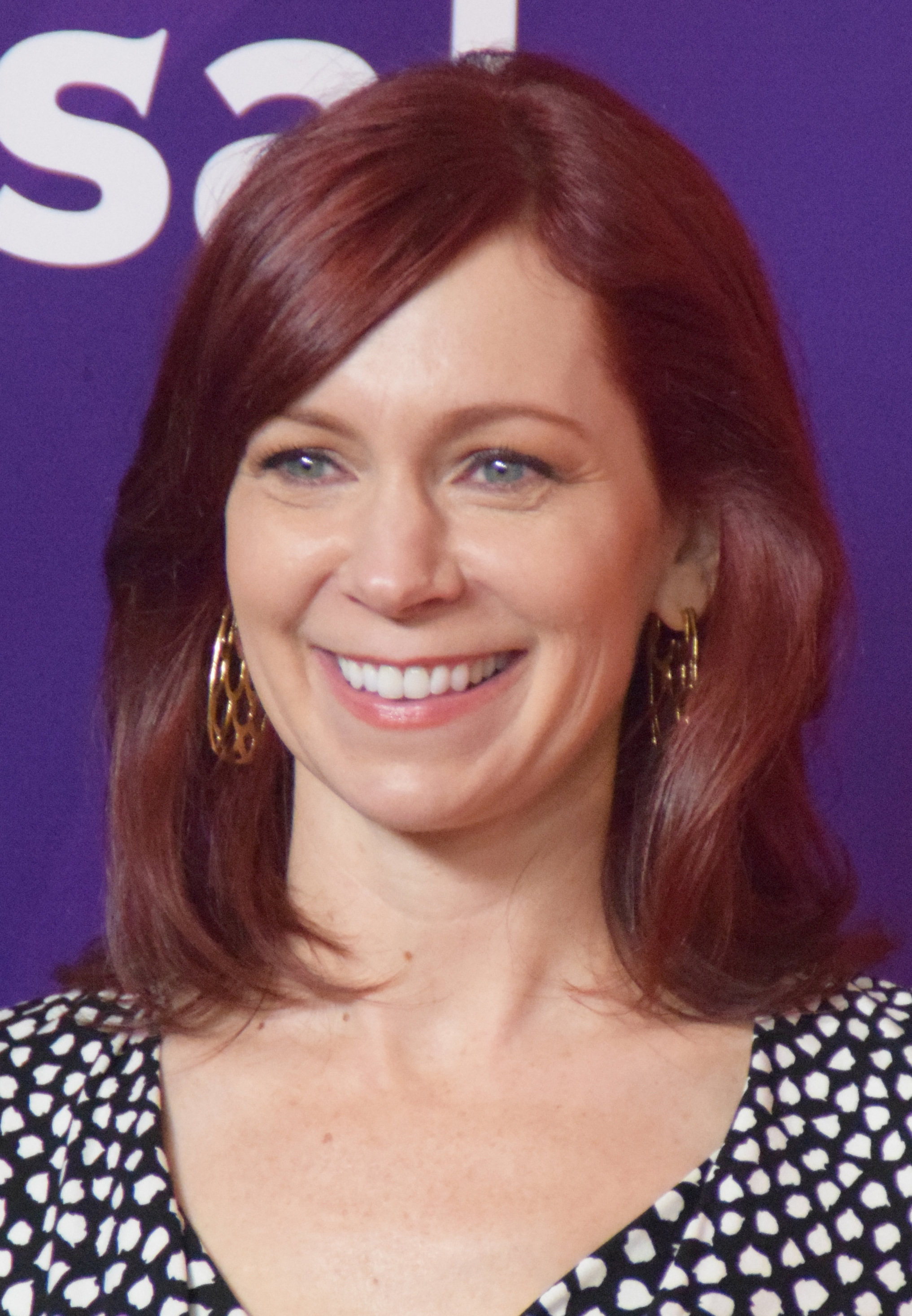
Carrie Preston (* 1967)

- Preston, Chanel (* 1985), US-amerikanische Pornodarstellerin und SchauspielerinChanel Preston (* 1985)

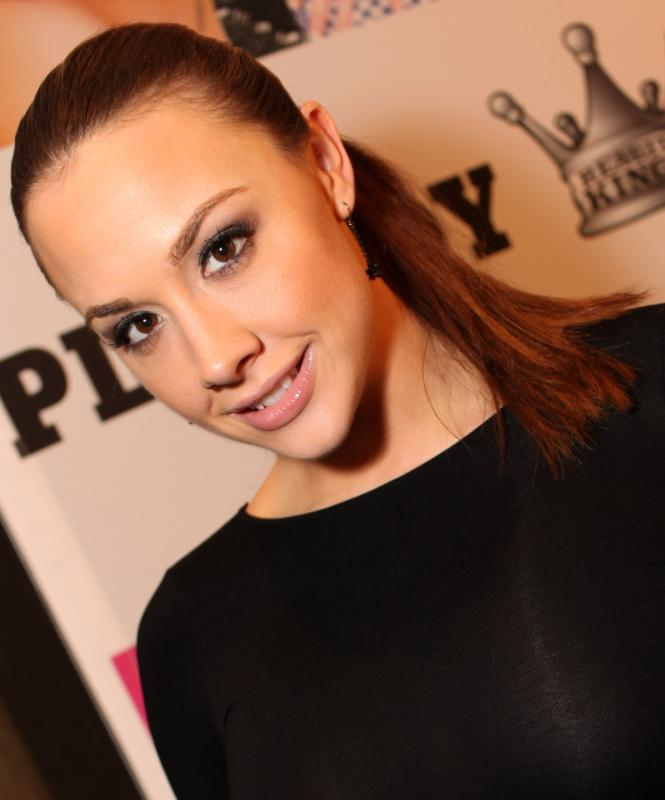
Chanel Preston (* 1985)

- Preston, Charles († 1800), britischer Major
- Preston, Cynthia (* 1968), kanadische Schauspielerin
- Preston, Denis (1916–1979), britischer Musikproduzent und Musikkritiker
- Preston, Don (* 1932), US-amerikanischer Fusionmusiker, Keyboarder und Synthesizerspezialist
- Preston, Douglas (* 1956), US-amerikanischer Schriftsteller
- Preston, Eddie (1928–2009), US-amerikanischer Jazzmusiker
- Preston, Ernest (1901–1966), englischer Fußballspieler
- Preston, Francis (1765–1835), US-amerikanischer Politiker
- Preston, Francis (1913–1975), britischer Regattasegler
- Preston, George W. (* 1930), US-amerikanischer Astronom
- Preston, Gilbert of († 1274), englischer Ritter und Richter
- Preston, Howard, US-amerikanischer Physiker, Ingenieur, Designer, Manager, Erfinder, Präsident von Preston Cinema Systems
- Preston, Isabella (1881–1965), kanadische Botanikerin und Autorin
- Preston, J. A. (* 1932), US-amerikanischer Schauspieler
- Preston, Jacob Alexander (1796–1868), US-amerikanischer Politiker
- Preston, James (* 1997), neuseeländischer Mittelstreckenläufer
- Preston, James Patton (1774–1843), US-amerikanischer Politiker
- Preston, Jenico, 14. Viscount Gormanston (1837–1907), Gouverneur von Britisch-Guayana und Tasmanien
- Preston, John (1945–1994), US-amerikanischer Autor
- Preston, Johnny (1939–2011), US-amerikanischer Rock-’n’-Roll- und Rockabilly-Sänger
- Preston, Kelly (1962–2020), US-amerikanische SchauspielerinKelly Preston (1962–2020)

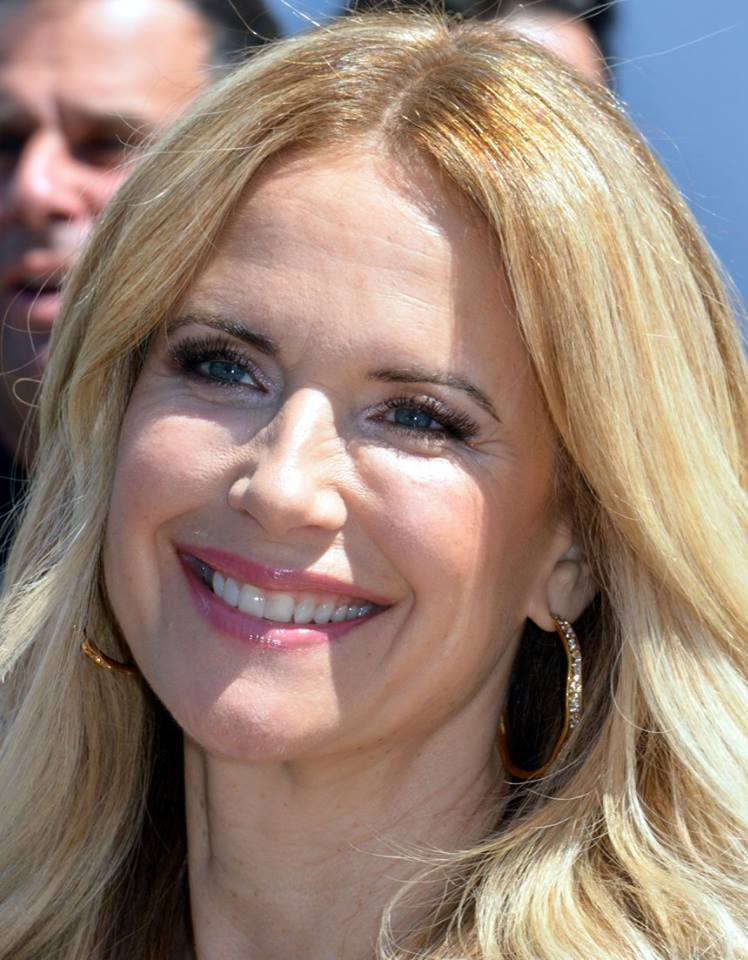
Kelly Preston (1962–2020)

- Preston, Kenneth (1901–1995), britischer Regattasegler
- Preston, Kenneth O. (* 1957), 13. Sergeant Major of the Army
- Preston, Kiki (1898–1946), US-amerikanische Großwildjägerin und Pferdezüchterin in Kenia, Mitglied des Happy Valley Set
- Preston, Lewis T. (1926–1995), US-amerikanischer Banker
- Preston, Margaret (1875–1963), australische Malerin und Grafikerin
- Preston, Maurice A. (1912–1983), US-amerikanischer Offizier, General der US Air Force
- Preston, May Wilson (1873–1949), US-amerikanische Malerin, Illustratorin und Frauenrechtlerin
- Preston, Michael (* 1938), britischer Sänger, Schauspieler und Boxer
- Preston, Nikki (* 1985), US-amerikanische Radiomoderatorin, Model und Schauspielerin
- Preston, Paul (* 1946), britischer Historiker
- Preston, Peter (1938–2018), britischer Journalist, Chefredakteur und Herausgeber des Guardian sowie Romanautor
- Preston, Prince Hulon junior (1908–1961), US-amerikanischer Politiker
- Preston, Rebecca (* 1979), australische Triathletin
- Preston, Rich (* 1952), kanadischer Eishockeyspieler, -trainer und -funktionär
- Preston, Richard (* 1954), US-amerikanischer Schriftsteller
- Preston, Richard, 1. Earl of Desmond († 1628), schottischer Höfling und Adliger
- Preston, Robert (1918–1987), US-amerikanischer Schauspieler
- Preston, Samuel Tolver (1844–1917), englischer Wissenschaftler
- Preston, Samuel W. (1840–1865), US-amerikanischer Marine-Offizier während des Amerikanischen Bürgerkrieges
- Preston, Simon (1938–2022), britischer Organist, Dirigent und Komponist
- Preston, Steve (* 1960), US-amerikanischer Politiker
- Preston, Taylah (* 2005), australische Tennisspielerin
- Preston, Thomas, englischer Organist und Komponist
- Preston, Thomas (1928–2012), US-amerikanischer Pokerspieler
- Preston, Thomas Hildebrand (1886–1976), britischer Diplomat
- Preston, Walter (1819–1867), US-amerikanischer Politiker
- Preston, Ward (1932–2016), US-amerikanischer Szenenbildner und Artdirector
- Preston, Wayde (1929–1992), US-amerikanischer Schauspieler
- Preston, William (1816–1887), US-amerikanischer Politiker
- Preston, William B. (1805–1862), US-amerikanischer Politiker
- Preston, William C. (1794–1860), US-amerikanischer Politiker (Demokratische Partei)
- Preston-Werner, Tom (* 1979), US-amerikanischer Milliardär, Softwareentwickler und Unternehmer
- Prestowitz, Clyde (* 1941), US-amerikanischer Gründer und Präsident des „Economic Strategy Institute“ (ESI)
- Prestre, Willy-André (1895–1980), Schweizer Schriftsteller
- Prestrud, Kristian (1881–1927), norwegischer Polarforscher und Offizier
- Prestwich, John Alfred (1874–1952), britischer Ingenieur
- Prestwich, Joseph (1812–1896), englischer Geologe und Unternehmer
- Prestwood Smith, Mike, Tontechniker

### Presu
- Presuhn, Emil (1844–1881), deutscher Lehrer und Amateurarchäologe
- Presuhn, Theodor (1810–1877), deutscher Maler
- Presură, Cristian (* 1971), rumänischer Physiker